# سیرترشی

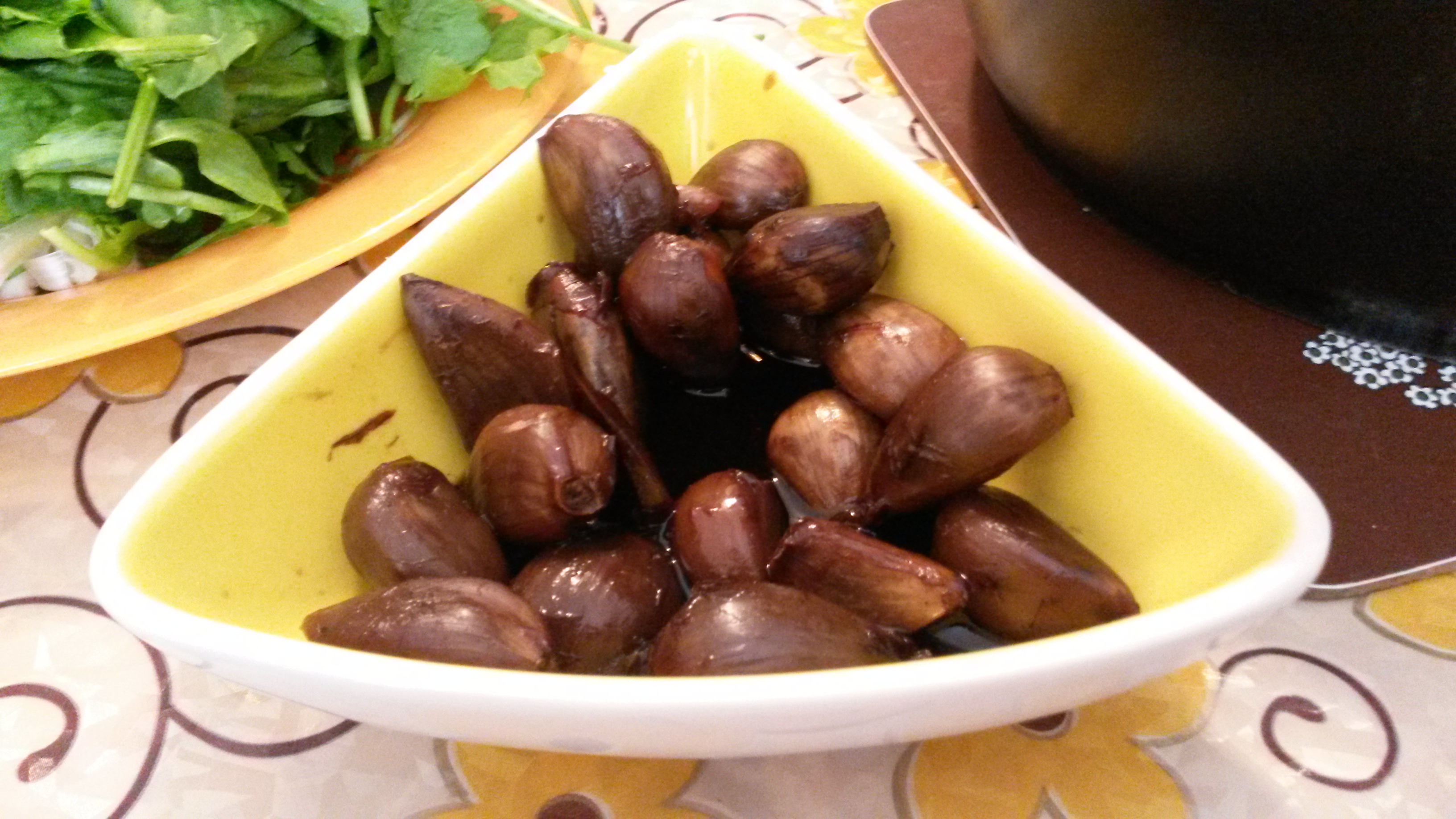
سیرترشی

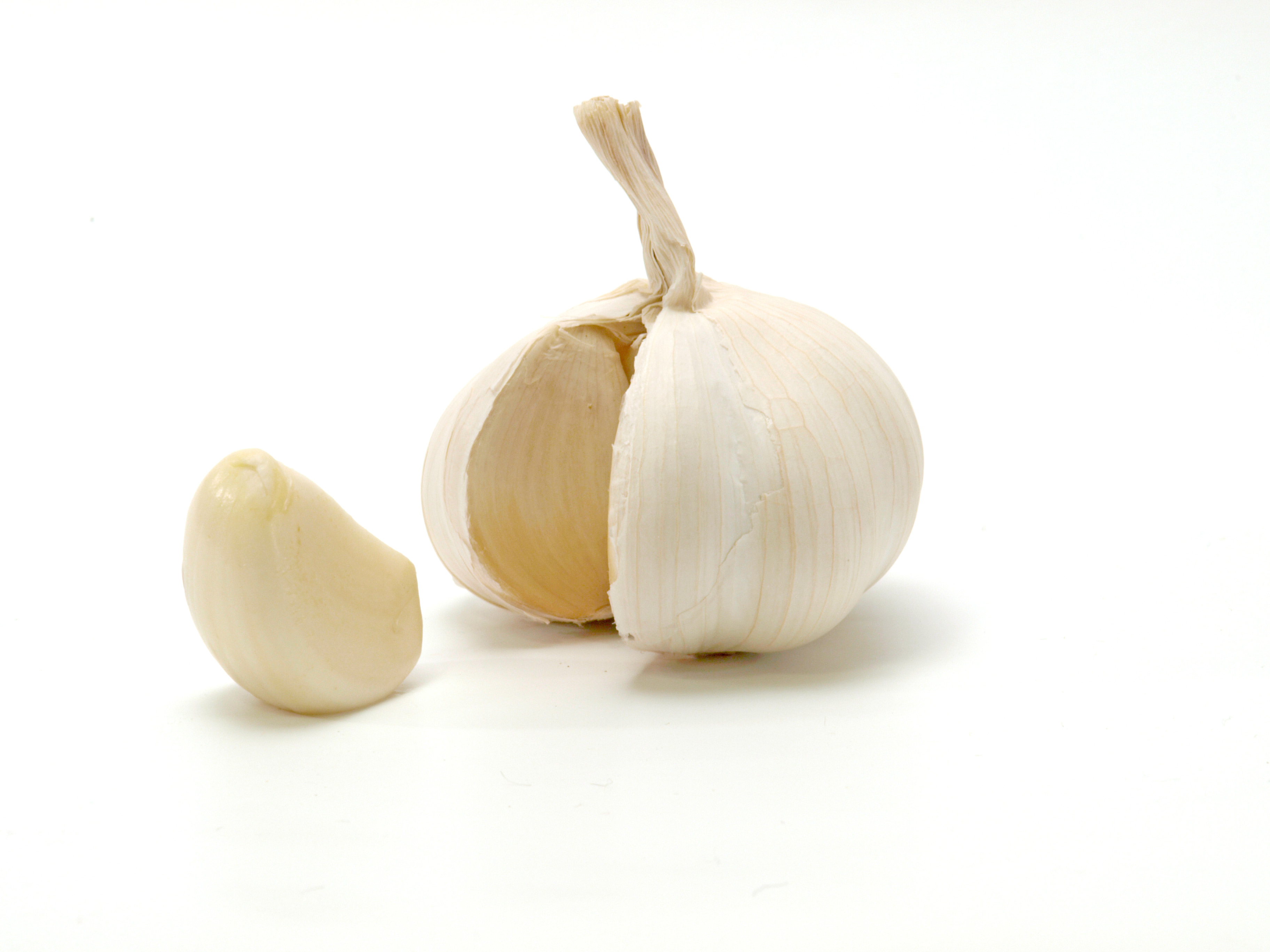
یک سیر سفید خشک

سیرترشی نوعی ترشی است که از قراردادن سیر خشک در درون سرکه تهیه می‌شود. این مخلوط پس از حداقل ۶ ماه آمادهٔ بهره‌برداری بوده و هر چه از تاریخ تهیهٔ آن بیشتر بگذرد مرغوب‌تر می‌شود به گونه‌ای که مرغوبیت آن را به سن آن مربوط می‌نمایند و سیر ترشی هفت ساله از مرغوبیت بالایی برخوردار است. خاستگاه اولیه این ترشی از شمال ایران در استان گیلان میباشد.

## طرز تهیه

### مواد اولیه
1. بوته سیر جوان دو کیلوگرم
2. سرکه یک کیلوگرم
3. نمک دو قاشق غذاخوری[۱]

### طرز تهیه
سیر را پس از تمیز کردن یک روز در مقابل نور خورشید قرار دهید، اگر می‌خواهید سیر ترشی را سریع مصرف کنید سیر، سرکه و نمک را روی حرارت گذاشته و نیم ساعت بجوشانید، سپس در هوای آزاد گذاشته و پس از این که از حرارت افتاد در ظرف را محکم بسته و یک ماه بعد سیر ترشی را مصرف کنید. اما اگر قرار است چند سال بعد استفاده کنید، ترشی را بدون حرارت دادن آماده سازید.